# Марбах-ам-Некар
Марбах-ам-Некар (нім. Marbach am Neckar) — місто в Німеччині, розташоване в землі Баден-Вюртемберг. Підпорядковується адміністративному округу Штутгарт. Входить до складу району Людвігсбург. Тут розташований Німецький літературний архів, найбільший літературний архів Німеччини.
Площа — 18,06 км2. Населення становить 15 833 ос. (станом на 31 грудня 2020).

## Відомі люди
У місті народилися:
- Йоганн-Фрідріх Шиллер (1759— 1805) — німецький поет і драматург.
- Тобіас Йоганн Маєр (1723 — 1762) — німецький астроном.

## Галерея

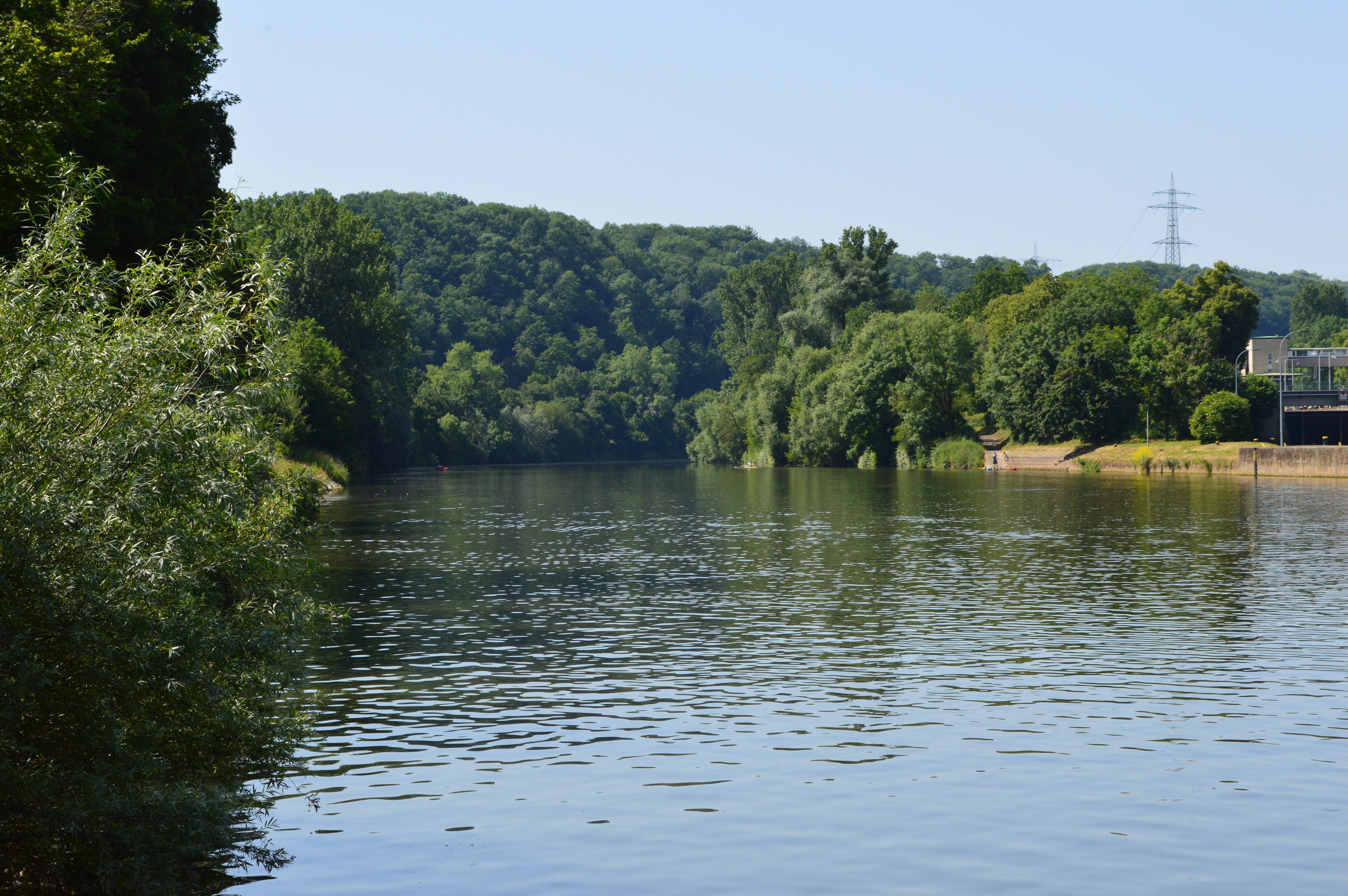
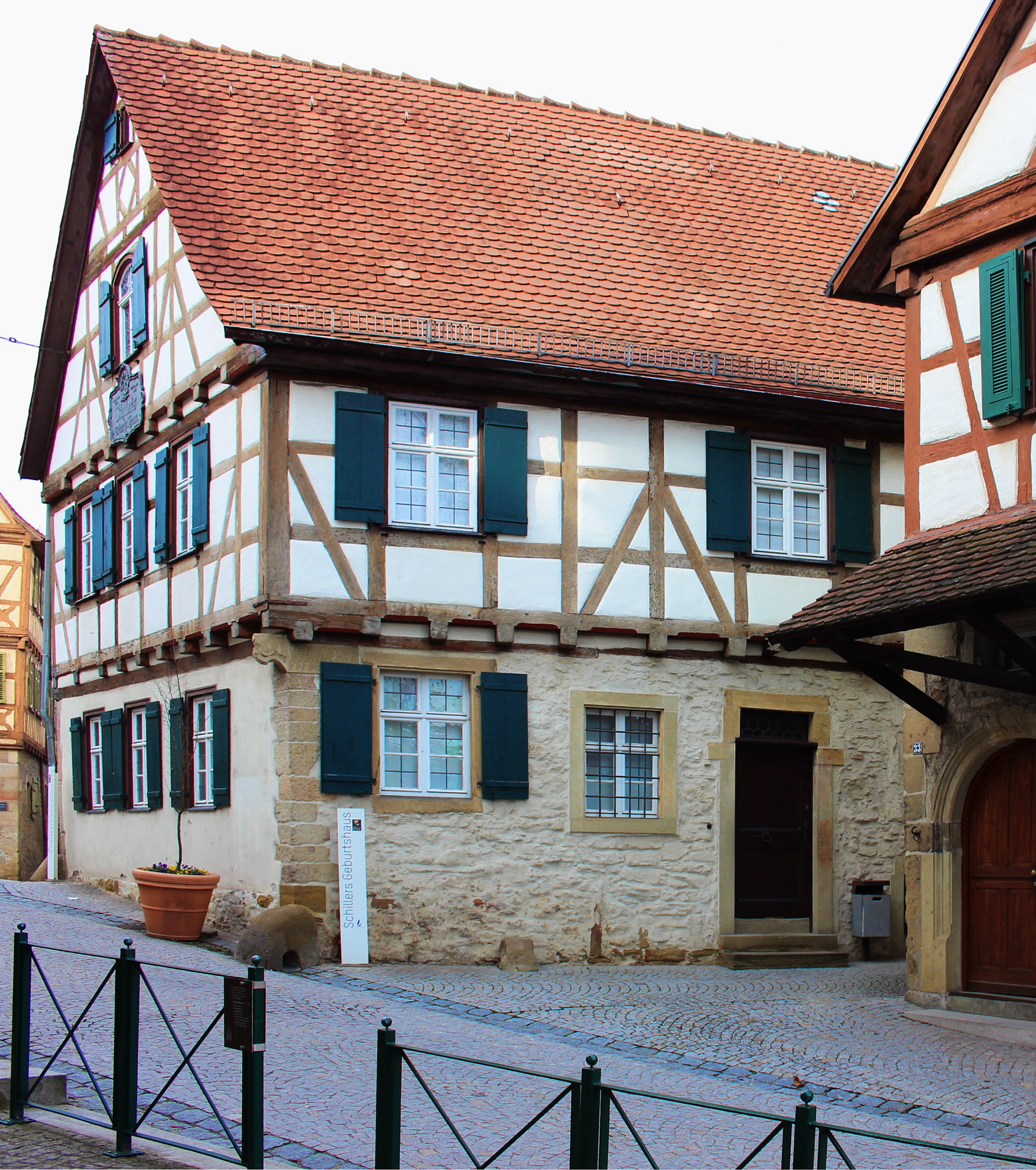
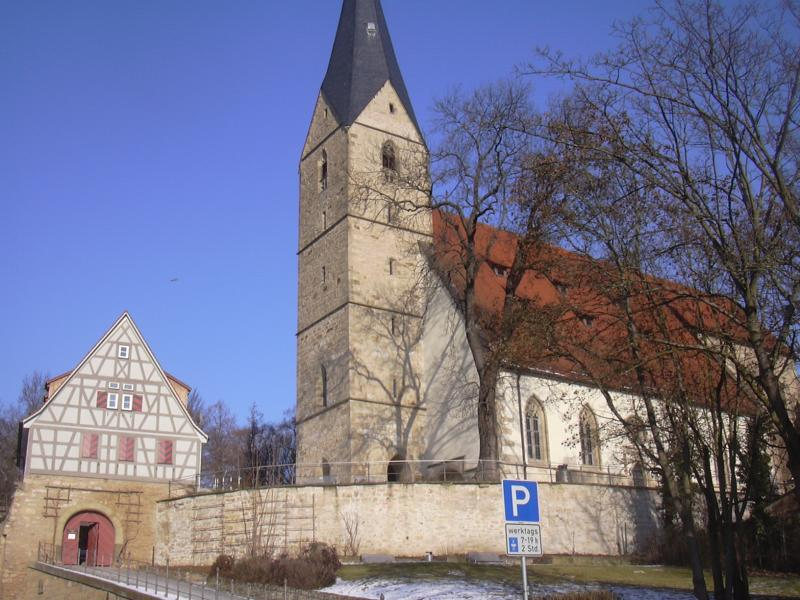
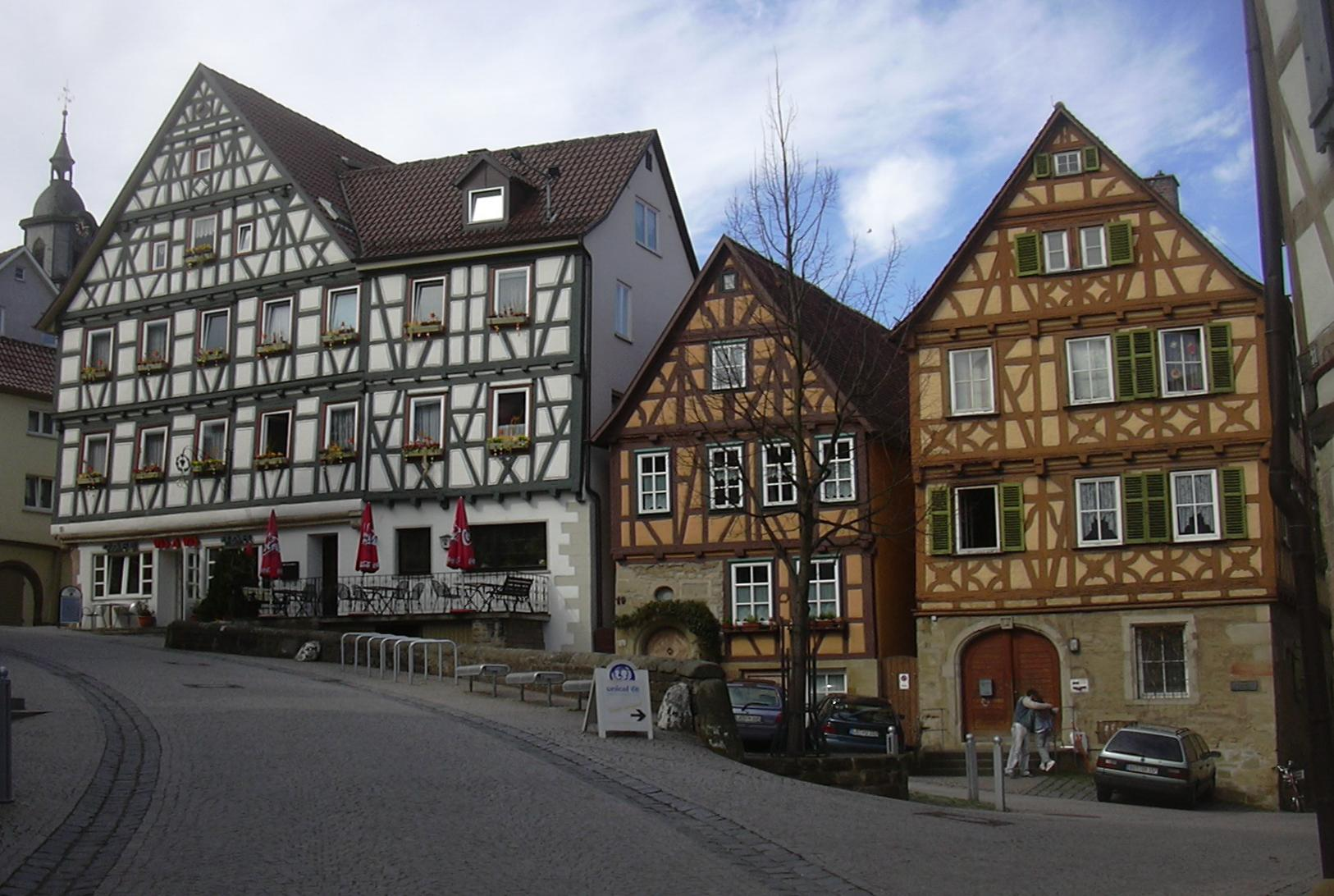
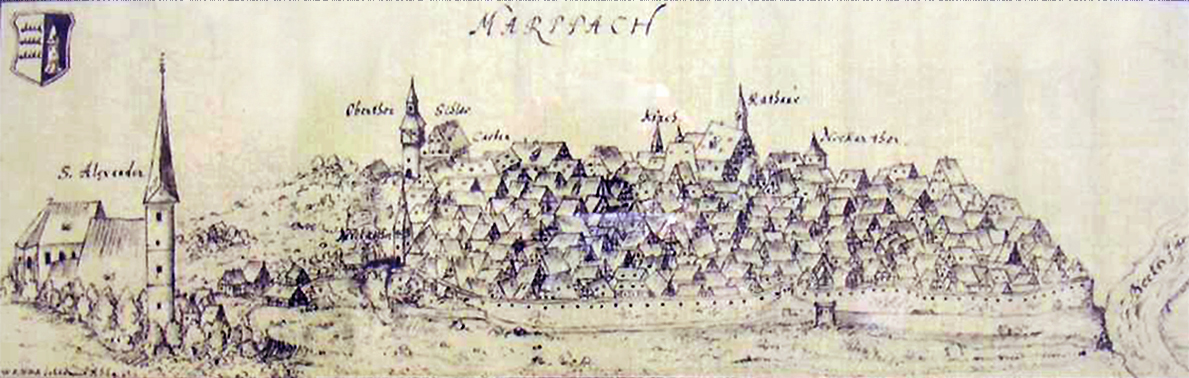
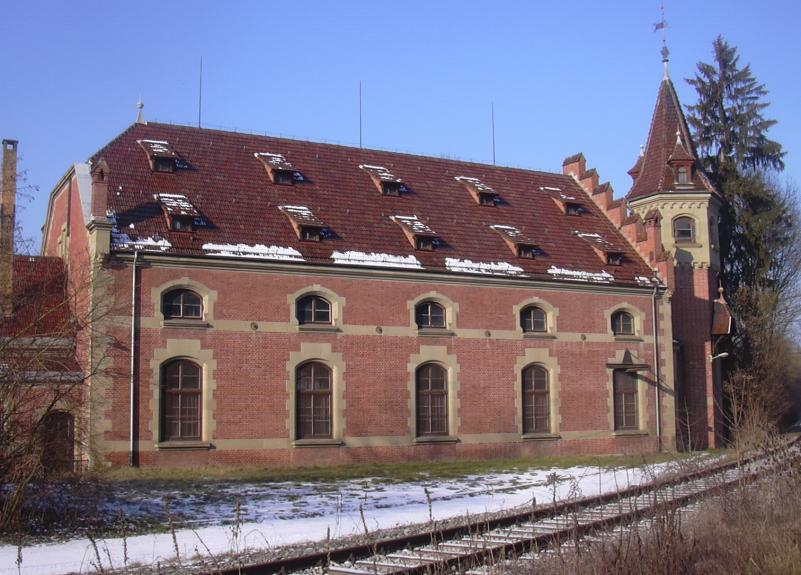